# École nationale supérieure des mines de Nancy
École nationale supérieure des mines de Nancy, és una universitat francesa, grande école, fundada el 1919. És membre de la Conférence des Grandes Ecoles. Amb un currículum interdisciplinari, forma enginyers en tres anys, que després treballen principalment en el món empresarial: L'objectiu de la formació és l'anomenat Master Ingénieur Mines Nancy.

## Graduats famosos
- Jean-Claude Trichet, economista francès